# دومينغو بيريز كاسيريس
دومينغو بيريز كاسيريس (بالإسبانية: Domingo Pérez Cáceres)‏ هو قسيس إسباني، ولد في 10 نوفمبر 1892 في غويمار في إسبانيا، وتوفي في 1 أغسطس 1961 في سان كريستوبال دي لا لاغونا في إسبانيا.